# Бодза
Бодза (слч. Bodza, мађ. Bogya) насељено је мјесто са административним статусом сеоске општине (слч. obec) у округу Коморан, у Њитранском крају, Словачка Република.

## Становништво
| Година:    | 1994. | 2004.   | 2014.   | 2024. |
| ---------- | ----- | ------- | ------- | ----- |
| Број људи: | 341   | 355     | 372     | 372   |
| Разлика:   |       | +4,10 % | +4,78 % | +0 %  |

| Година:    | 2023. | 2024. |
| ---------- | ----- | ----- |
| Број људи: | 372   | 372   |
| Разлика:   |       | +0 %  |

Према подацима о броју становника из 2011. године насеље је имало 381 становника.